# Georg Carl Bohlmann
Georg Carl Bohlmann (8. april 1838 – 15. februar 1920) var en dansk musiklærer, musikdirektør, organist og komponist.
Faderen, tobaksfabrikant Reinhard Georg Carl Bohlmann indvandrede 1836 til København fra Bremen hvor bedstefaderen havde været musiker. Georg Carl Bohlmann fik sin musikalske uddannelse i Bremen, hvor han opholdt sig fra 1851-1859 og modtog undervisning af kapelmester Carl Heinemann. Efter at være vendt tilbage til København virkede han dels som musiklærer og arrangør, dels som musikdirektør ved teatre.
I 1865 fik han Det anckerske Legat efter at have foretaget en række vellykkede instrumentationer af andres arbejder. 1872-1876 var han organist i Svendborg, men flyttede derefter tilbage til København og genoptog sit tidligere virke især som lærer i teori og instrumentation. Han var i perioder musikdirektør på Odense Teater, Hotel Marienlyst og fra 1887 ved Dagmarteatret. Men han arrangerede andres musik og komponerede også en række større og mindre kompositioner, hvoriblandt kan nævnes: Vikingefærd (koncertouverture, opført i Gewandhaus i Leipzig), 2 symfonier, flere ouverturer, koncertstykker for violin og andre instrumenter, en koncerterende strygekvartet og en mængde mindre numre.
Fra 1887 fik han en årlig ydelse fra staten, og Den Raben-Levetzauske Fond bevilgede ham en sum til udgivelse af instrumentationseksempler. Fra 1892-1920 var hen organist ved Københavns begravelsesvæsen.